# Spyro: Year of the Dragon
Spyro: Year of the Dragon — відеогра для PlayStation, третя у серії Spyro the Dragon. Розроблена Insomniac Games та випущена у 2000 році. За жанром — платформер.